# 씨에스원파트너
씨에스원파트너(CSONE PARTNER)은 LG유플러스의 전화 응대 서비스 사업을 하는 LG유플러스의 계열사이다.

## 연혁
- 2005년 파워콤 고객센터 업무 개시
- 2008년 주식회사 씨에스원파트너 설립
- 2010년 LG파워콤, LG텔레콤, LG데이콤 합병 방식으로 LG U+ 출범

## 같이 보기
- LG그룹
- LG U+